# 혁명적 의회주의
혁명적 의회주의(革命的議会主義)란 본래 의회주의를 부정하고 폭력혁명을 주장하는 정파(주로 공산주의 정파)가 상황 조성이나 조직 선전을 위해 일시적으로 의회 원내투쟁을 하는 것을 말한다.
1914년 레프 트로츠키는 논문 『의회주의와 노동자계급』에서 무정부주의자들의 의회 보이콧을 비판하고 선동 목적의 의회전술을 주장했다.
1920년 공산주의 인터내셔널 제2차 대회에서 결의된 「공산당과 의회에 관한 테제」는 “의회의 개량은 노동자계급에게 더는 일체의 실체적 의의를 갖지 않는다,” “이 기관을 지배계급의 손에서 빼앗아 그것을 파괴하고 철폐하고 그 후에 새로 프롤레타리아트 권력기관으로 교체하는 것이 노동자계급의 당면한 역사적 임무이다”라면서도, “그러나 노동자계급의 혁명적 참모본부는 이 파괴사업이 수월하도록 부르주아계급의 의회기관의 내부에 정찰부대를 갖는 것에 관심을 갖는 것이다. 여기에서 혁명적 목적으로 의회에 들어가는 공산주의자의 전술과, 사회주의적 의회주의자의 그것은 근본적 차이가 생긴다,” “공산당이 이 제도 속에 있는 것은 의회에서 그 일부로서의 기능을 다하기 위해서가 아니라 의회 내에서의 행동으로 국가기관과 의회 자체를 깨뜨릴 대중을 원조하기 위함이다,” “의회 내부의 활동은 장외 대중투쟁의 목적과 임무에 종속되어야 한다”는, 부르주아 민주주의 의회에 대한 공산주의 정당의 태도를 정식화했다.
일본에서는 1950년대에 일본공산당이 무장투쟁 노선을 하고 있을 적(육전협 이전)에도 의회선거에 출마하며 원내투쟁을 병행했고, 1987년 4월 제11회 지방선거에서는 중핵파, 제4인터파, 일본노동당 등 신좌파계 정파 15파가 시정촌구의회 선거를 중심으로 74명의 후보자를 입후보하여 34명이 당선되었다. 현재 일본공산당은 “의회활동과 시민운동은 차의 양륜”이라고 규정하고 “인민적 의회주의”를 주장하고 있다.